# Henry Clay
Statistics are no substitute for judgment.
Henry Clay, Sr. (Hanover, Virgínia, 12 de abril de 1777 – Washington, D.C., 29 de junho de 1852) foi um estadista e advogado norte-americano que representou o Kentucky na Câmara dos Representantes e no Senado. Contribuiu decisivamente para o Compromisso do Missouri, sendo por isso conhecido como "O Grande Pacificador". Além disso, foi o fundador e líder do Partido Whig, e um dos principais defensores de programas para a modernização da economia norte-americana, especialmente tarifas para a proteção da indústria, um banco nacional e melhoramentos internos como a construção de canais, portos e estradas.
Foi um dos maiores defensores do sistema americano de política econômica e teve sucesso na negociação de compromissos sobre a questão da escravatura, especialmente em 1820 e 1850.

## O sistema americano
Depois da guerra de 1812, Clay e John C. Calhoun ajudaram a aprovar a Tarifa de 1816, como parte do plano econômico nacional chamado por Clay de "Sistema Americano", radicado na escola americana de Alexander Hamilton. Descrito posteriormente por Friedrich List, ele foi projetado para permitir ao nascente setor industrial norte-americano, largamente centrado na Costa Leste, competir com a indústria britânica. Após a conclusão da Guerra de 1812, as fábricas britânicas estavam inundando os portos norte-americanos com bens baratos. Para persuadir os eleitores dos estados do Oeste a apoiarem a tarifa protecionista, Clay defendeu a execução pelo governo federal de melhoramentos internos na infraestrutura, principalmente estradas e canais. Estes melhoramentos internos seriam financiados pela tarifa e pela venda de terras públicas, cujos preços conservar-se-iam altos para gerar renda. Finalmente, um banco nacional estabilizaria a moeda e serviria como o nexo de um verdadeiro sistema financeiro nacional.
De primeiro o sistema americano foi apoiado tanto pelo Norte como pelo Sul. Somente mais tarde, com a tarifa de 1828, o Sul abandonou seu apoio, o que conduziu à Crise da Nulificação. Foi, finalmente, tanto uma causa como um pretexto para o crescente regionalismo entre o Norte e o Sul (e em larga medida entre o Leste e o Oeste), que foi piorando continuamente nas décadas que antecederam a Guerra de Secessão. Seria preciso a derrota do Sul para restaurar a política protecionista.

## Candidato a presidente
Com a emergência do Partido Whig nos anos 1832-34, Clay imediatamente tornou-se seu líder dominante, centrando o programa do partido em torno do "sistema americano", um programa projetado para unificar todas as porções do país por intermédio das políticas econômicas delineadas por Alexander Hamilton em seu Relatório sobre Manufaturas. O Partido Democrata, que emergiu do velho Partido Democrata-Republicano ao mesmo tempo que o Partido Nacional Republicano, opôs-se ao sistema americano do Partido Whig em cada uma das eleições sucessivas até a emergência do Partido Republicano de Abraham Lincoln pelo fim da década de 1850.